# Ca l'Aulet
|  | Per a altres significats, vegeu «Ca l'Aulet (Santa Pau)». |

Ca l'Aulet és un habitatge al nord de la vila d'Anglès (la Selva). Casa de tres plantes i coberta a doble vessant cap a façana que fa cantonada amb una travessera del carrer d'Avall. Respon a la tipologia de casa medieval transformada.
La planta baixa està ocupada per un establiment comercial, actualment en desús, decorat amb placats de marbre fosc. També hi ha l'accés al primer pis per mitjà d'unes escales exteriors laterals amb barana i teulada de la portella ceràmics. Almenys des de principis del segle XX els baixos estaven ocupats, fins als anys noranta del mateix segle, per una carnisseria. En el programa de les Gales Grosses (Festa Major) d'Anglès de l'any 1920 s'anunciava com a "Carnicería y Tocineria d'en Agustí Aulet".

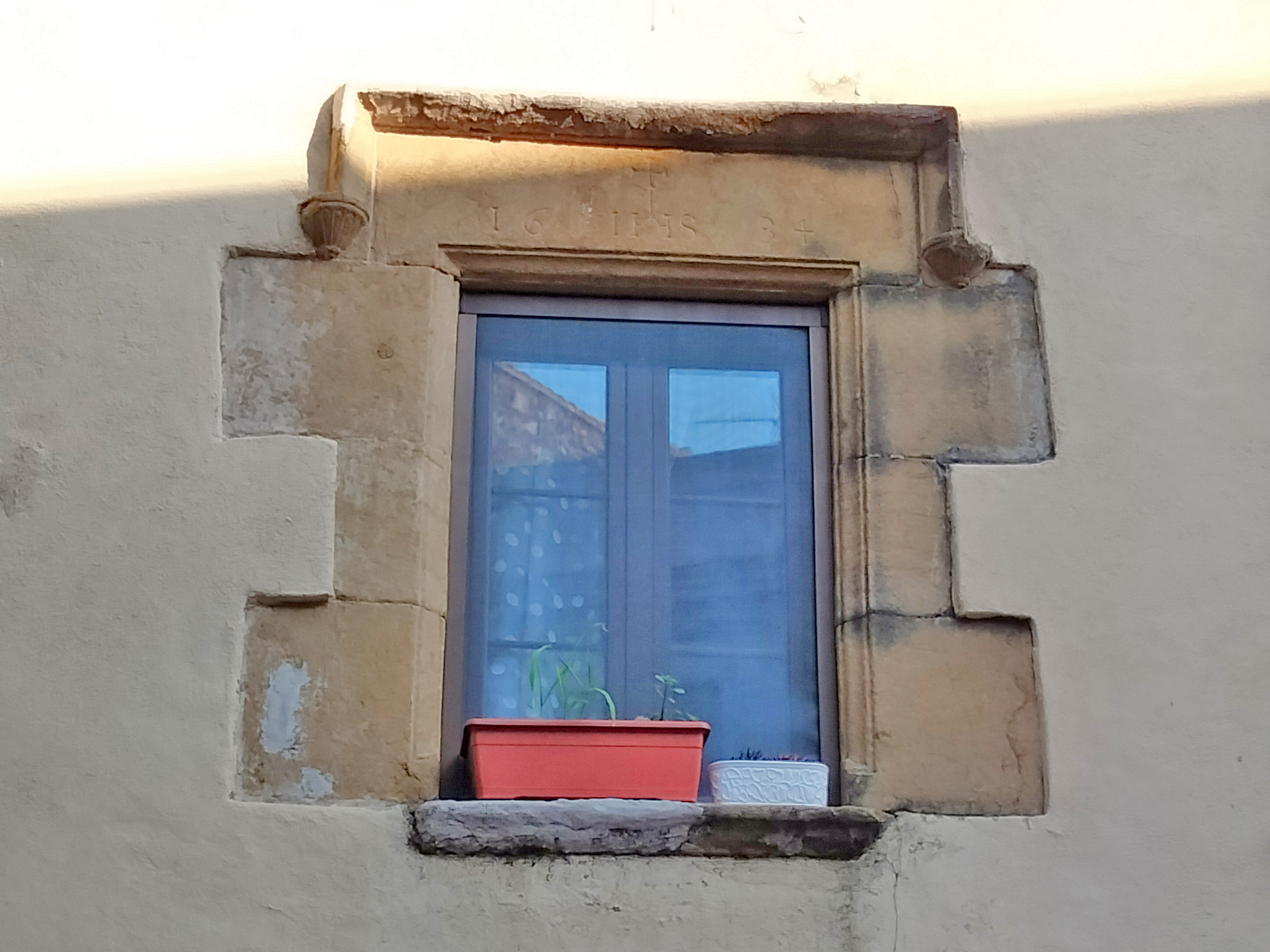
Finestra renaixentista del primer pis amb llinda datada

El primer pis té una porta d'accés, després de les escales, que dona a la travessera d'Avall, i, a la façana de la plaça, dues finestres rectangulars, una de les quals té una gran llinda monolítica inscrita, a part de l'emmarcament de pedra. Aquesta finestra d'estil renaixentista presenta rellevants motllures, uns muntants fets de grans blocs escairats i un guardapols a la llinda amb dues bases mensulars destacables. La llinda de la finestra principal del primer pis de la façana de la plaça conté la llegenda IHS, una creu i la data de 1634.
El segon pis conté dues obertures, una de les quals és de pedra i té l'ampit treballat emergent i la llinda motllurada i inscrita. La llinda de la finestra del segon pis conté una decoració floral triangular i la data de 1690 (o 1696).
La part lateral que dona a la travessera d'Avall és feta sobretot de rajol i d'obra. Consta d'un cobert i uns baixos. Al segon pis hi ha una obertura amb arc de mig punt, feta d'obra i amb impostes de rajol.